# Volkmar Hellfritzsch
Volkmar Otto Hellfritzsch (* 5. März 1935 in Plauen; † 31. Juli 2022 in Chemnitz) war ein deutscher Namenforscher und Pädagoge.

## Leben
Nach Ablegen des Abiturs in seiner Heimatstadt Plauen studierte Hellfritzsch von 1953 bis 1958 an der Karl-Marx-Universität Leipzig die Fächer Germanistik, Anglistik/Amerikanistik, Pädagogik und Psychologie. Anschließend arbeitete er von 1958 bis 1961 als wissenschaftlicher Assistent sowie Lehrer für Deutsch an der EOS Zeulenroda. Es folgten kurze Tätigkeiten als Dozent am Herder-Institut sowie am Germanistischen Institut der Leipziger Universität, an der er 1963 zur Thematik Vogtländische Personennamen – Untersuchungen am Material der Kreise Plauen und Oelsnitz zum Dr. phil. promoviert wurde. Von 1963 bis 1991 war er an der EOS in der erzgebirgischen Kreisstadt Stollberg/Erzgeb. als Lehrer für Deutsch und Englisch tätig. Begleitend legte er 1979 an der Pädagogischen Hochschule „Ernst Schneller“ Zwickau zur Thematik Die Eigennamen als grammatisch-orthographischer und wortkundlicher Stoff des Muttersprachunterrichts seine zweite Dissertation, nunmehr zum Dr. paed., vor. Nach der Wende schied er aus dem Lehrberuf aus und trat eine Stelle als wissenschaftlicher Mitarbeiter am Institut für Slavistik der Universität Leipzig unter Leitung von Karlheinz Hengst an, wo er in der Abteilung Deutsch-Slavische Namenforschung das DFG-Projekt „Historisches Ortsnamenbuch von Sachsen“ betreute.
In den 1980er Jahren gehörte Hellfritzsch dem Redaktionsbeirat der Erzgebirgischen Heimatblätter an, in denen er bis kurz vor seinem Tod regelmäßig publizierte. Im Jahr 1988 erfolgte die Ernennung zum Oberstudienrat.
Hellfritzsch lebte in Stollberg im Erzgebirge. Er starb Ende Juli 2022 im Alter von 87 Jahren.

## Ehrungen
Hellfritzsch wurde 1988 mit der Leibniz-Medaille der Akademie der Wissenschaften der DDR ausgezeichnet.

## Werke
- Vogtländische Personennamen. Untersuchungen am Material der Kreise Plauen und Oelsnitz. Berlin 1969 (= DS 23).
- mit Ernst Eichler und Johannes Richter: Die Ortsnamen des sächsischen Vogtlandes. I, II. Plauen 1983 u. 1985 (= Vogtlandmuseum Plauen. Schriftenreihe Heft 50 u. 53).
- mit Gunter Bergmann: Kleines vogtländisches Wörterbuch. Leipzig 1990.
- Familiennamenbuch des sächsischen Vogtlandes. Berlin 1992 (= DS 37), Reprint im Verlag Walter de Gruyter, Berlin 2017, ISBN 978-3-05-001827-0.
- Das Terminierbuch der Zwickauer Franziskaner (um 1460) als anthroponomastische Quelle. Institut für Slavistik. Universität Leipzig 1998.
- Personennamen Südwestsachsens: Die Personennamen der Städte Zwickau und Chemnitz bis zum Jahre 1500 und ihre sprachgeschichtliche Bedeutung. Leipzig : Leipziger Univ.-Verl., 2007, ISBN 978-3-86583-162-0. (PDF)
- (Ostmittel-)Deutsche Namenkunde. Hamburg: Baar, 2010, ISBN 978-3-935536-75-2.
- Die Personen- und Ortsnamen im Terminierbuch (Liber Benefactorum) des Zwickauer Franziskanerklosters (um 1460). Leipzig : Leipziger Univ.-Verl., 2011, ISBN 978-3-86583-545-1.